# Gelete Burka
Gelete Burka (auch Gelete Burka Bati; * 15. Februar 1986 in Kofele, Provinz Arsi) ist eine äthiopische Mittel- und Langstreckenläuferin.

## Leben
Ihren ersten internationalen Auftritt hatte sie beim Juniorinnenrennen der Crosslauf-Weltmeisterschaften 2003, bei dem sie Bronze gewann. Im Jahr darauf wurde sie Äthiopische Meisterin im 1500-Meter-Lauf und verpasste die Qualifikation für die Olympischen Spiele in Athen über diese Distanz um lediglich zwei Zehntelsekunden.
2005 gewann sie bei den Crosslauf-Weltmeisterschaften in Saint-Galmier das Juniorinnen-Rennen, wurde Landesmeisterin über 1500 und 5000 Meter und stellte mit 8:39,90 min einen nationalen Juniorinnenrekord über 3000 Meter auf. Bei den Weltmeisterschaften in Helsinki wurde sie Achte über 1500 Meter und beim Leichtathletik-Weltfinale Zweite über 3000 Meter.
Bei den Crosslauf-Weltmeisterschaften 2006 in Fukuoka siegte sie auf der zum letzten Mal ausgetragenen Kurzstrecke. Im Jahr darauf wurde sie Vierte bei den Crosslauf-Weltmeisterschaften in Mombasa und holte über 1500 Meter Gold bei den Panafrikanischen Spielen. Bei den Weltmeisterschaften in Osaka wurde sie allerdings nur Zehnte über 5000 Meter.
2008 gewann sie bei den Hallenweltmeisterschaften 2008 Gold über 1500 Meter mit dem afrikanischen Rekord von 3:59,75 min, wurde Sechste bei den Crosslauf-Weltmeisterschaften und siegte bei den Afrikameisterschaften in Addis Abeba über 1500 Meter. Bei den Olympischen Spielen in Peking schied sie allerdings über 1500 Meter im Vorlauf aus.

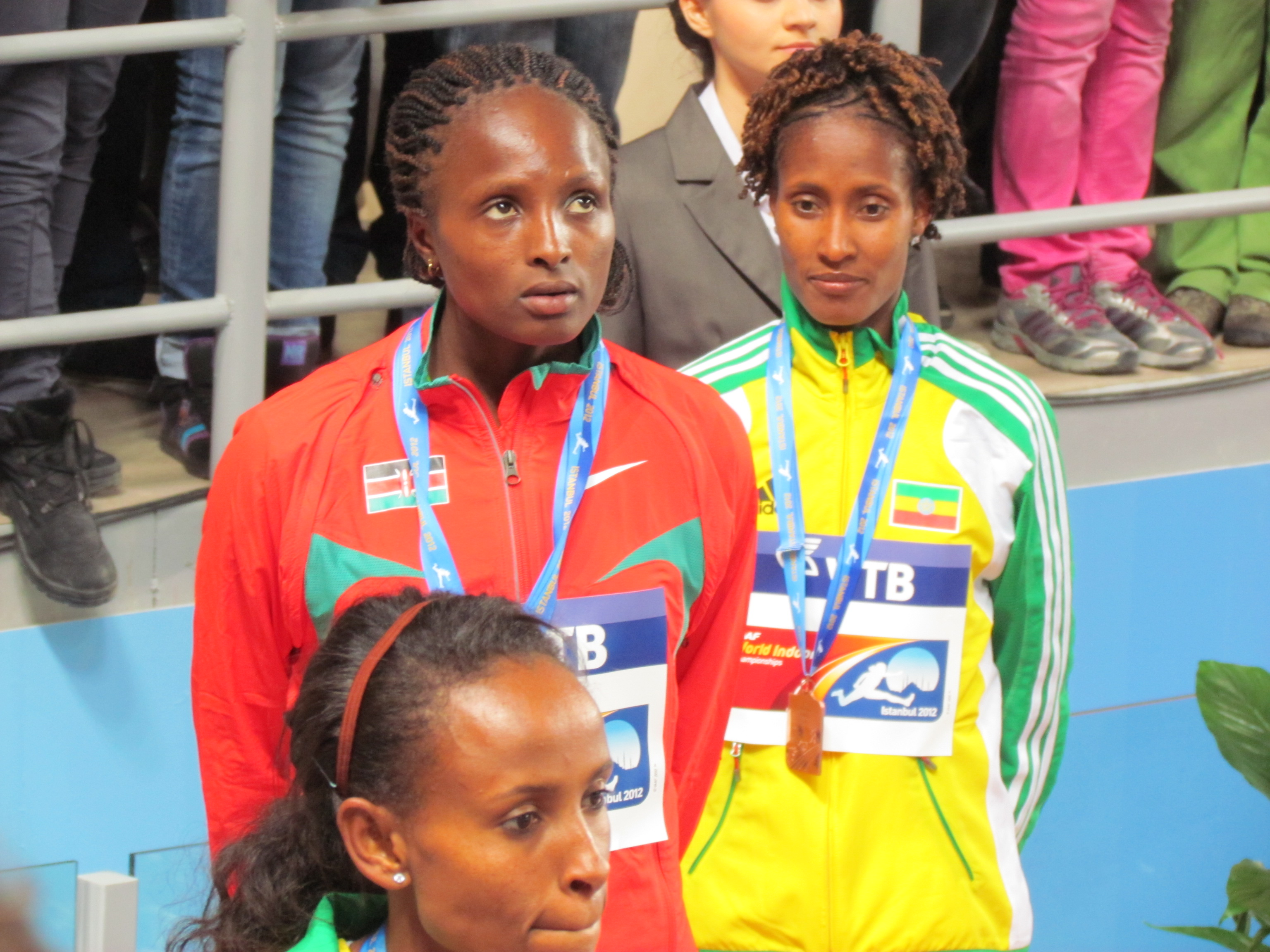
Burka (rechts) bei der Siegerehrung der Hallenweltmeisterschaften 2012

2009 wurde sie Achte bei den Crosslauf-Weltmeisterschaften in Amman und Zehnte über 1500 Meter bei den Weltmeisterschaften in Berlin. Im Jahr darauf gewann sie über 1500 Meter Bronze bei den Hallenweltmeisterschaften in Doha und Silber bei den Afrikameisterschaften in Nairobi. 2011 schied sie über diese Distanz bei den Weltmeisterschaften in Daegu im Vorlauf aus, und 2012 errang sie bei den Hallenweltmeisterschaften in Istanbul Bronze über 3000 Meter. Bei den Olympischen Sommerspielen 2012 in London belegte sie im Finale auf der 5000-Meter-Strecke in 15:10,66 min den fünften Rang.
2013 gewann Burka den 5-Kilometer-Straßenlauf Carlsbad 5000. Nachdem sie im Sommer hauptsächlich Bahnläufe über 3000 und 5000 Meter bestritten hatte, gab sie beim Frankfurt-Marathon ihr Debüt auf der Marathondistanz. Dort belegte sie in 2:30:40 h allerdings nur den 12. Platz. 2014 steigerte sie sich beim Houston-Marathon auf 2:26:03 h und wurde damit Dritte. Ebenfalls den dritten Rang belegte sie beim Bogotá-Halbmarathon in 1:15:38 h. Sie beendete die Saison mit einem siebten Platz beim Chicago-Marathon in 2:34:17 h.
2015 konzentrierte sich Burka zunehmend wieder auf Bahnrennen. Bei den Weltmeisterschaften 2015 in Peking gewann sie im 10.000-Meter-Lauf die Silbermedaille knapp hinter der Kenianerin Vivian Jepkemoi Cheruiyot. Über dieselbe Distanz wurde sie bei den Afrikaspielen in Brazzaville Dritte. 2016 qualifizierte sie sich für ihre dritten Olympischen Spiele. Im 10.000-Meter-Lauf-Finale von Rio de Janeiro erreichte sie trotz einer persönlichen Bestleistung von 30:26,66 min lediglich den 8. Platz.
2017 trat Burka wieder sowohl zu Bahn- als auch zu Straßenrennen an. Nennenswerte Resultate erzielte sie unter anderem mit ihren Siegen im 10.000-Meter-Lauf bei den FBK-Games in Hengelo und bei der San Silvestre Vallecana in Madrid. 2018 steigerte sie beim Dubai-Marathon ihre persönliche Bestzeit auf 2:20:45 h und belegte damit den 6. Platz. Im selben Jahr feierte sie in Ottawa ihren ersten Sieg auf der Marathondistanz. Außerdem gewann sie den Valencia-Halbmarathon in 1:06:11 h.
Ihren bis dahin bedeutendsten Erfolg im Straßenlauf erzielte Burka im April 2019, als sie den Paris-Marathon in 2:22:47 h gewann.
Die 1,60 m große, in Addis Abeba lebende Burka brachte 2012 ein Wettkampfgewicht von 43 kg auf die Waage. Ihr Trainer ist Tolossa Kotu, ihr Manager Jos Hermens. In der Schule spielte sie Fußball, bevor sie das Laufen für sich entdeckte.

## Persönliche Bestzeiten
- 800 m: 2:02,89 min, 30. Mai 2010, Hengelo
- 1500 m: 3:58,79 min, 1. Juni 2009, Hengelo
  - Halle: 3:59,75 min, 9. März 2008, Valencia
- 1 Meile: 4:18,23 min, 7. September 2008, Rieti
  - Halle: 4:23,53 min, 20. Februar 2010, Birmingham
- 2000 m: 5:30,19 min, 4. September 2009, Brüssel
- 3000 m: 8:25,92 min,	25. Juli 2006, Stockholm
  - Halle: 8:31,94 min, 16. Februar 2008, Birmingham
- 5000 m: 14:31,20 min, 27. Juni 2007, Ostrava
- Halbmarathon: 1:06:11 h, 28. Oktober 2018, Valencia
- Marathon: 2:20:45 h, 26. Januar 2018, Dubai